# Lotievs Otter
Lotievs Otter (Vipera lotievi) ist eine im nördlichen Kaukasus lebende Art der Echten Ottern. Sie galt früher als Unterart der Steppenotter (Vipera renardi). Der Artname lotievi bezieht sich auf den russischen Herpetologen Konstantin Jurjewitsch Lotijew, der den Holotyp sammelte.

## Merkmale
Lotievs Otter unterscheidet sich von der sehr ähnlichen Steppenotter durch den breiteren Körper, die stärker abgerundeten Schnauzenkanten und in der Färbung. Die Gesamtkörperlänge dieser Schlange beträgt nicht mehr als 500 mm. Der Kopf ist groß und gut vom Hals abgesetzt. Die Anzahl der Bauchschuppen beträgt 138 bis 144. Es gibt 19 bis 21 Schuppenreihen um die Körpermitte herum. Die Färbung des Körpers ist hellgrau oder graubraun, und die Zeichnung ist variabel. Entlang des Rückens ist ein markanter dunkler Zickzackstreifen oder ein breiter, kaum sichtbarer Längsstreifen vor bronzefarbenem Hintergrund zu erkennen. Der Unterleib ist weiß und die Lamellen sind hell, während bei der Steppenotter der Unterleib dunkel ist und die Zwischenräume zwischen den Lamellen schwarz sind.

## Verbreitung und Lebensraum

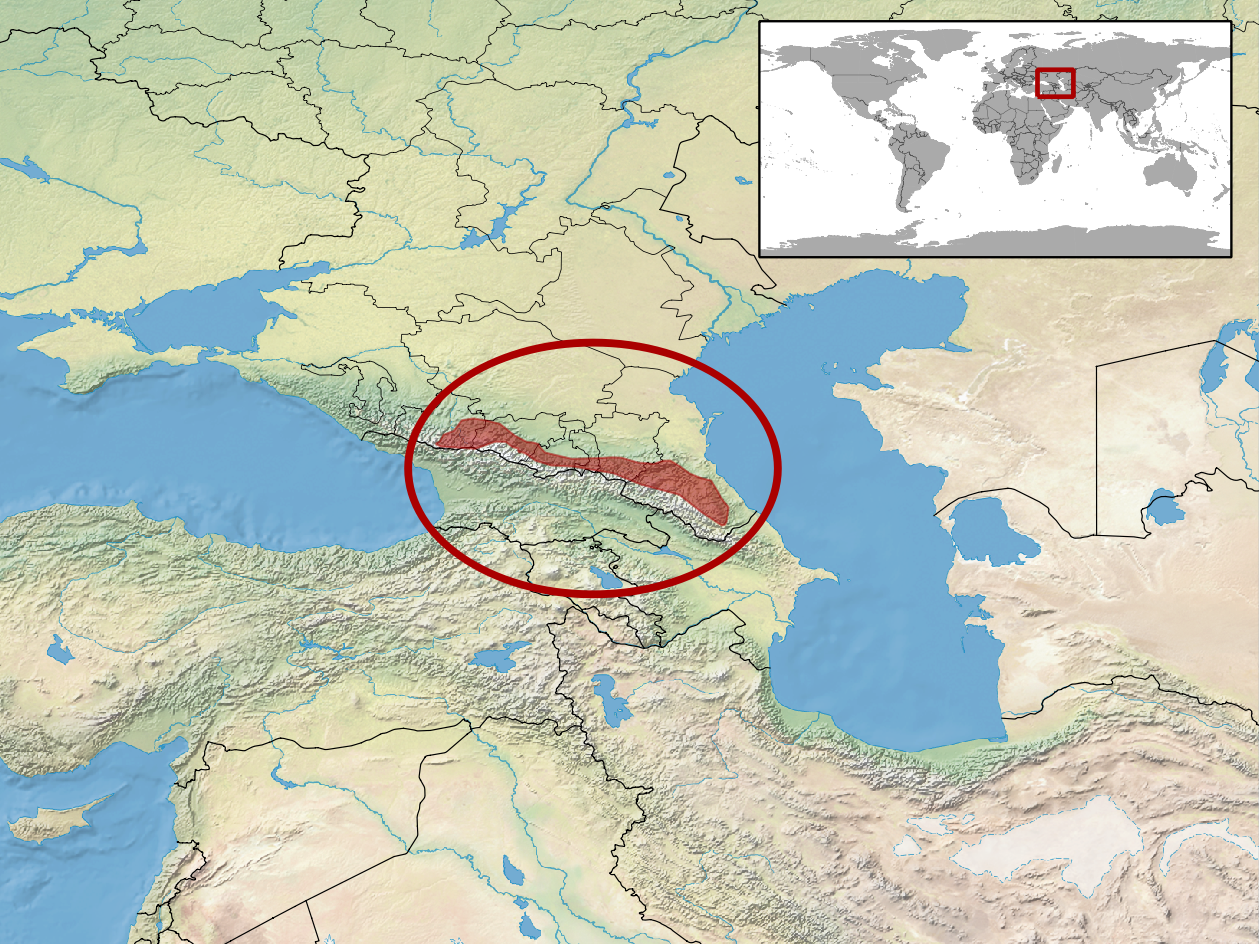
Verbreitungsgebiet der Lotievs Otter

Das Verbreitungsgebiet liegt überwiegend im Süden Russlands, im zentralen bis nördlichen Kaukasus. Hier lebt die Art in einem Gebiet, das sich über mehrere Hundert Kilometer hinstreckt, kommt aber weder bis zur Schwarzmeerküste, noch bis zur Küste des Kaspischen Meeres vor. Außerdem lebt die Art in einem kleinen Gebiet im nördlichen Georgien und womöglich bis nach Aserbaidschan. Die Typuslokalität liegt bei Armkhi in Tschetscheno-Inguschetien.
Die Art lebt in den Hochlagen der Kaukasus-Kette in Höhen von 1200 bis 2700 m Höhe über NN. Besiedelt werden Geröllhänge mit spärlicher Vegetation, Grassteppen und alpine Wiesen.

## Lebensweise
Lotievs Otter ist vom Frühling bis zum Herbst aktiv und vor allem im Sommer zu finden. Die Art ist vivipar, bringt also lebende Junge zur Welt. Geburten finden von August bis September statt. Zur Nahrung zählen bei der Lotievs Viper zu einem großen Teil Insekten, aber auch andere Tiere. Vor allem die Jungtiere bevorzugen Insekten in ihrer Nahrung, was die Art mit der Steppenotter teilt. Insekten werden vor allem dorsal gepackt. Werden sie gebissen, aber können dennoch entkommen, tritt innerhalb einiger Sekunden der Tod oder eine Bewegungsunfähigkeit infolge des Giftes ein.

## Gefährdung
Die IUCN listet die Art in der Roten Liste gefährdeter Arten als potenziell gefährdet (near threatened ) mit einem sinkenden Populationstrend.

## Gift
Das Gift gilt als weniger wirksam als das der Kreuzotter, Todesfälle sind nicht bekannt. Besonders wirksam ist das Gift für Insekten, die einen großen Anteil der Nahrung ausmachen. Vipern, die auch Insekten fressen, wie die Steppenotter, Lotievs Viper, Orlovs Viper oder Kaukasusotter haben generell ein stärker entomopathogenes Gift als Arten, bei denen Insekten nicht zur Ernährung gehören (z. B. Kreuzotter, Waldsteppenotter). Die Lotievs Viper hat dabei das für Steppengrillen (Gryllus assimilis)  wirksamste Gift aller genannten Arten.

## Taxonomie
Ein Synonym der Art lautet Pelias lotievi Wallach et al., 2014. Dely & Joger beschrieben Lotievs Otter 2005 als Unterart der Steppenotter (Vipera renardi), die meisten Autoren erkennen sie aber weiterhin als eigene Art an.